# Người Tausug
Người Tausug hay Tausūg hay Suluk là một nhóm sắc tộc cư trú ở Philippines, Malaysia và Indonesia. Người Tausug là một thành phần của thực thể rộng lớn hơn của người Hồi giáo ở Mindanao, Sulu và Palawan là nhóm sắc tộc Moro. Người Moro là dân tộc lớn thứ ba ở Mindanao, Sulu và Palawan, trước đây đã lập ra một quốc gia độc lập gọi là Sulu Sultanat (Hồi quốc Sulu).
Người Tausug nói tiếng Tausug, một ngôn ngữ thuộc nhóm ngôn ngữ Philippine của ngữ tộc Malay-Polynesia trong hệ ngôn ngữ Austronesia.

## Từ nguyên
Thuật ngữ Tausūg theo tiếng Malay có nghĩa là "người của dòng biển". Nó bắt nguồn từ chữ tau có nghĩa là "người" hoặc "dân tộc", và sūg (hay sulug, suluk) có nghĩa là "dòng hải lưu", đề cập đến quê hương của họ trong Quần đảo Sulu . Sūg và suluk đều có ý nghĩa tương tự, trước đây là sự phát triển ngữ âm trong tiếng Sulu (chữ L bị bỏ và do đó hai chữ U ngắn sáp nhập vào một U dài) . Người Tausūg ở Sabah gọi mình là Tausūg nhưng đề cập đến nhóm dân tộc của họ như là "Suluk" như được ghi trong các tài liệu chính thức như giấy khai sinh ở Sabah, được viết bằng tiếng Malay.